# 스페인의 행정 구역
스페인의 행정 구역(스페인어: Organización territorial de España)은 자치분권이 이뤄진 단일 국가로서 1978년 스페인 헌법 제2조에 따라 규정되어 있다. 제2조에서는 "스페인의 영토는 통일되어 분리될 수 없으나, 국가를 이루는 민족과 지역의 자치권과 그들 간의 연대가 보장된다"고 명시된다. 
세부적으로는 1981년과 1991년 두 차례에 걸쳐 제정된 자치조례에 따라 17개 광역자치주와 2개 자치시 (세우타, 멜리야)로 나뉜다. 덤으로 플라사스 데 소베라니아라 불리는 북아프리카의 일부 영토가 스페인 정부의 직할령으로 남아 있으며, 프랑스와의 국경지대인 비다소아강에 양국이 6개월마다 번갈아 관리하는 꿩섬이 존재한다.
스페인의 최상위 행정구역에 해당되로17개 광역자치주는 50개 도 (provincia, 프로빈시아)로 나뉘며, 이는 다시 8,132개에 달하는 기초자치단체 (municipio, 무니시피오)로 세분화된다. 기초자치단체는 최하위 행정구역으로서 모든 행정구역의 기본단위가 되며, 법적으로 이들을 묶어 만드는 상위 개념의 코마르카 (comarca)나 그보다 하위 개념의 하위지역단체 (Entidad local menor)도 존재한다. 

## 광역자치주

스페인의 광역자치주

스페인의 최상위 행정구역으로 17개 광역자치주 (Comunidades autónomas)가 존재하며, 각 광역자치주는 주정부와 주의회를 두고 세부 자치행정과 권한 등을 명시한 자치조례를 기반으로 한다. 1978년 스페인 헌법 제정 당시 광역자치주를 직접적으로 지정하지는 않았으나, 기존 도 체계로부터 광역자치주를 형성하기 위한 기틀을 마련하였으며, 1979년~1983년 17개 광역자치주가 잇따라 신설되었다.
광역자치주는 대체로 구성국과 지역을 중심으로 한 스페인의 전통적 지방구분에 따르고 있으며, 바스크주, 카탈루냐주, 갈리시아주, 안달루시아주, 아스투리아스주, 칸타브리아주, 라리오하주, 무르시아주, 발렌시아주, 아라곤주, 카스티야라만차주, 카나리아 제도, 나바라주, 엑스트레마두라주, 발레아레스 제도, 마드리드주, 카스티야이레온주가 있다. 
세우타와 멜리야는 자치시 (ciudades autónomas)로서의 지위가 부여되어 있는데, 자치시는 행정법을 제정할 수 있다는 점에서 광역자치주보다 권한이 크지만, 자치의회는 둘 수 없다는 점에서 권한이 낮은 등의 차이가 존재한다. 

## 도

스페인의 도

스페인의 2차 행정구역으로 50개 도 (provincia)가 존재하며, 스페인 헌법에서 기초자치단체를 묶어 경계를 정하는 방식으로서 도를 정한다고 규정되어 있다. 도의 개편을 위해서는 그에 준하는 구성법 (Ley Orgánica)의 제정이 요구된다. 헌법에서는 도의 역할에 대해서도 규정하고 있으며, 법적 지위와 지방이익을 위한 자치권 보장은 물론, 국가활동을 수행하기 위한 영토분할의 기능과 선거구로서의 역할도 규정되어 있다.
각 도는 헌법에 따라 자기 지방을 대표하는 입법부, 즉 도의회를 두고 있으며 지방정부와 행정 역시 그로부터 기인한다. 도의회의 구성은 스페인 지방자치단체조직법 (Ley de Bases de Régimen Local)에 따른다. 바스크 지역에 해당되는 나바라주의 4개 도 (나바라도, 알라바도, 비스카야도, 기푸스코아도)는 예로부터 푸에로 (Fuero, 지방특권)가 폐지되지 않고 남아 있어 도의회가 세금을 징수할 특권을 지니고 있다.

## 기초자치단체

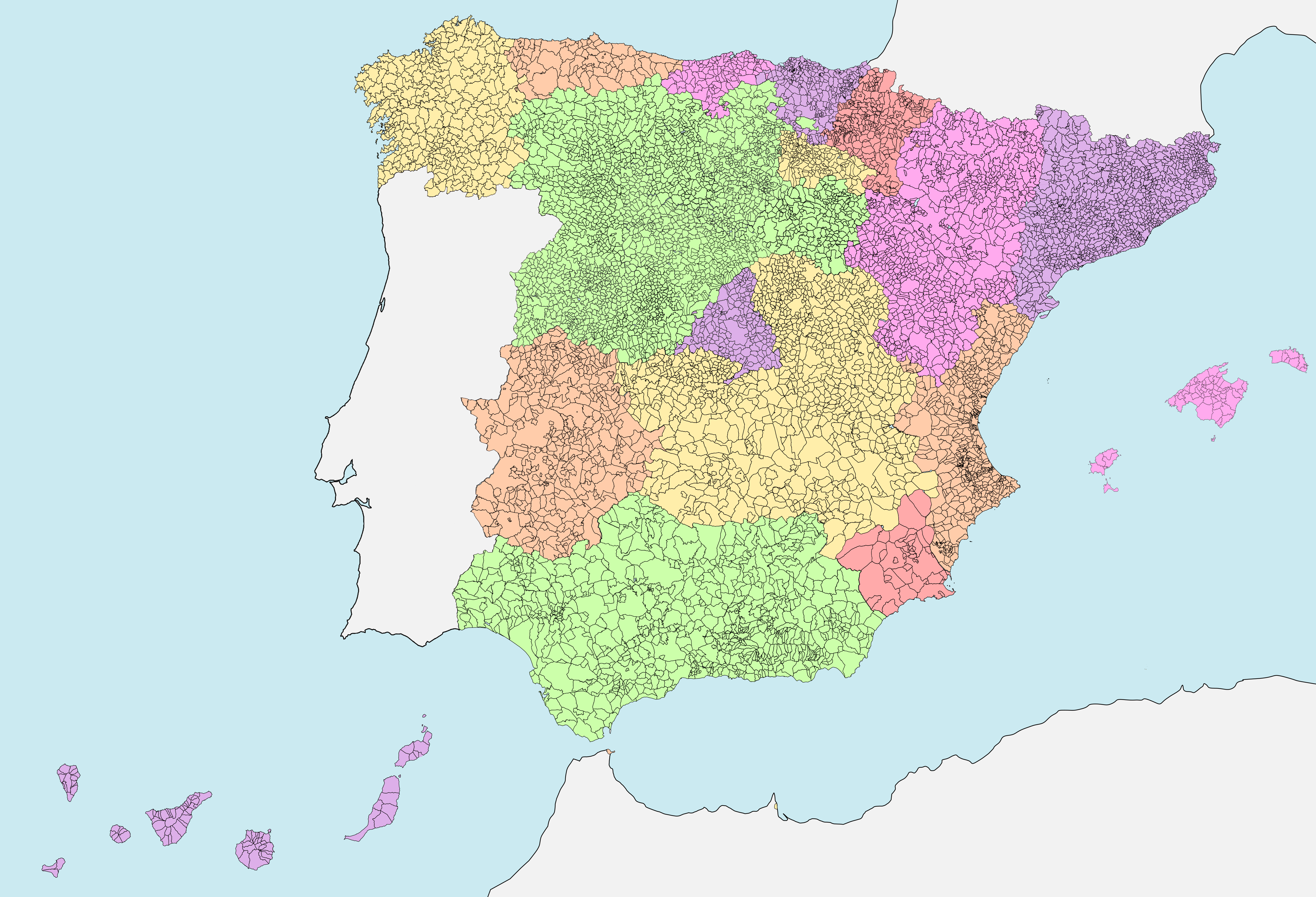
스페인의 기초자치단체

최하위 행정구역으로 기초자치단체 (municipio, 무니시피오)를 두고 있으며 현지의 이권을 관리하기 위한 고유의 법적지위와 자치권이 보장되어 있다. 현재 스페인 전역에 설치된 무니시피오의 수는 8,132개에 달한다.

## 같이 보기
- 스페인의 정치
- 스페인의 지리